# ميجامايند
ميجامايند (بالإنجليزية: Megamind)‏ هو فيلم كوميدي أُصدر في الولايات المتحدة سنة 2010. الفيلم من إخراج توم ماكغراث، وهذا الفيلم من بطولة ويل فيرل وتينا فاي وجونا هيل وديفيد كروس وبراد بيت.
.

## القصة
الصراع بين ميغامايند ومترومان مستمر وكلاهما يستخدون قوتهم الا محدوة للانتصار.
ميغامايند (صاحب الأمر والنهي في عالم الشر). لم يولد شريرًا بالفطرة ولكنه ولد في كوكب محطم فعليا. وانطلق يبحث عن المقدر له. ولكن ما جعله يوجه أفكاره وعقله للجريمة تواجده مع العديد من المجرمين بعد دخوله السجن عن طريق الخطأ بنزوله على كوكب الأرض في سجن. ومع ذلك المساجين أحبوه واحتفظوا به. وكان هو السبب في هروبهم من السجن. وبعد دخوله المدرسة. أو كما ينطقها هو «المدرشة». كان منبوذا بين زملاءه مع أنه كان طيب جدا. وصدوق. ولكن مستر لا يخطئ أبدًا، مترو مان في طفولته كان يخطف الأضواء بقوته الخارقة ويضايق ميغامايند أيضا. فاتجه لعالم الشر. وأصبحت معركتهما أكثر ابهارا. .

## أداء الأصوات
- ويل فيرل بدور ميجامايند
- تينا فاي بدور الصحفية روكسين ريتشي
- جونا هيل بدور هال/تايتن
- ديفيد كروس بدور مينيون
- براد بيت بدور ميترو مان

## الميزانية والإيرادات
بلغت تكلفة إنتاج الفيلم حوالي 130 مليون دولار بينما حقق أرباحا تقدر بـ 321,885,765 دولار.

## روابط خارجية
- ميجامايند على موقع IMDb (الإنجليزية)
- ميجامايند على موقع ميتاكريتيك (الإنجليزية)
- ميجامايند على موقع الموسوعة البريطانية (الإنجليزية)
- ميجامايند على موقع روتن توميتوز (الإنجليزية)
- ميجامايند على موقع نتفليكس (الإنجليزية)
- ميجامايند على موقع ألو سيني (الفرنسية)
- ميجامايند على موقع Turner Classic Movies (الإنجليزية)
- ميجامايند على موقع أول موفي (الإنجليزية)
- ميجامايند على موقع بوكس أوفيس موجو (الإنجليزية)
- ميجامايند على موقع فيلمافينيتي (الإسبانية)
- ميغامايند: الموقع الرسمي
- ميغامايند على قاعدة بيانات الأفلام على الإنترنت
- ميغامايند على موقع الطماطم الفاسدة
- ميغامايند على موقع ميتا كريتيك
- ميغامايند على موقع بوكس أوفيس موجو

أفلام أبطال خارقين كوميدية في عقد 2010